# João Zwetsch
João Zwetsch, (São Leopoldo, 12 de setembro de 1968) é um treinador e ex- tenista profissional brasileiro. Atualmente é o capitão da equipe brasileira na Copa Davis.

## Trajetória esportiva

### Como jogador
Começou como infanto-juvenil, se profissionalizando em 1985 e jogou até 1998 como profissional.
O seu melhor ranking na carreira de simples foi em 17 de junho de 1991, como 231° do mundo; em duplas, chegou a 205° do mundo, em 5 de agosto de 1991.
Participou dos Jogos Pan-Americanos de 1995 como duplista de Gustavo Kuerten, perdendo na estréia para Miguel Meiz e Manuel Tejada, de El Salvador, em Mar del Plata, na Argentina.
Entre os seus maiores títulos estão dois Futures, o vice-campeonato do Challenger de Lins em 1991 e uma semifinal no Challenger de Goiânia.

### Como técnico
Na atualidade, João Zwetsch é conhecido por ser um dos técnicos mais importantes do tênis brasileiro. É conhecido por ter levado Flávio Saretta ao grupo dos 50 melhores tenistas do mundo, e mais recentemente, de ter levado Thomaz Bellucci à lista dos 30 melhores.
Também foi técnico de André Ghem e Ricardo Mello. Hoje promove a assistência em São Leopoldo e Novo Hamburgo de novos tenistas.
Em 2007 foi assistente técnico da equipe brasileira de tênis no Pan-Americano do Rio de Janeiro, ao lado de Thomaz Koch e Francisco Costa, e capitão da equipe brasileira em 2011, no Pan-Americano de Guadalajara, no México.
Em 2010 foi contratado como técnico da seleção brasileira para a Copa Davis 2010.